# Schweinfurt
Schweinfurt er en by i den tyske delstat Bayern i det sydlige Tyskland. Byen har et indbyggertal på 53.970 (2006) og et areal på 35,71 km².

- Wikimedia Commons har flere filer relateret til Schweinfurt